# Mhairi Black
Pour les articles homonymes, voir Black.
Mhairi Black, née le 12 septembre 1994 à Paisley près de Glasgow, est une femme politique écossaise, membre du Parti national écossais (SNP).

## Biographie

### Carrière politique
Elle est élue députée lors des élections générales de 2015 le 7 mai de cette année, pour la circonscription Paisley and Renfrewshire South, qu'elle remporte face à Douglas Alexander du Parti travailliste et ministre fantôme des Affaires étrangères sortant,. Elle remporte 50,9 % des suffrages exprimés, soit une progression de plus de 32 points par rapport aux précédentes élections de 2010.
Mhairi Black est à 20 ans la plus jeune des députés de cette législature. Malgré ce qui est écrit à tort dans plusieurs médias, elle est très loin d'être « la plus jeune députée britannique depuis 1667 » (c'est-à-dire depuis Christopher Monck). Le parlement de 1790 par exemple compte une quinzaine de députés âgés de moins de 21 ans au moment de leur première élection. Robert Jocelyn, n'a que 18 ans lorsqu'il est élu député en 1806, et Charles Wentworth-Fitzwilliam, le vicomte Milton, a vingt ans lorsqu'il siège en 1807.
En mars 2017, elle déclare « détester Westminster » et ne pas être certaine de vouloir se présenter aux prochaines élections générales. Elle affirme ne pas souhaiter devenir chef de file du SNP à l'avenir. 
Malgré une perte de dix points par rapport à son résultat de 2015, elle est réélue lors des élections générales 2017 anticipées convoquées par Theresa May, avec 40,7 % des suffrages exprimés contre 34,6 % pour Alison Downing, sa principale concurrente du Labour. Elle ne se représente pas en 2024.

### Vie personnelle
Mhairi Black est, l'année de son élection, étudiante en troisième année de science politique à l'université de Glasgow. Elle est ouvertement lesbienne.